# Narciso Dávila
José Narciso Dávila de la Garza (China, Nuevo León, México; 29 de octubre de 1837 - Monterrey, Nuevo León, México; 29 de diciembre de 1895) fue un abogado y militar mexicano que participó en los años finales de la Segunda intervención francesa en México. Fue gobernador interino del estado de Nuevo León en dos ocasiones.

## Biografía
Nació en China, Nuevo León, el 29 de octubre de 1837, siendo hijo de Blas María Dávila y de Soledad de la Garza Falcón. Hizo sus primeros estudios en Matamoros, e ingresó más tarde al Seminario de Monterrey, y después al Colegio Civil. Obtuvo el título de abogado en 1863 por la Escuela de Jurisprudencia de Nuevo León.
Al sobrevenir la intervención francesa, Dávila organizó en China un escuadrón, con el cual se puso a las órdenes del general Escobedo. Concurrió a la batalla de Santa Gertrudis el 16 de junio de 1866. Llegó a ser diputado local y federal en repetidas ocasiones, y en 1872 asumió la gubernatura y comandancia general de Nuevo León, nombrado por el presidente Lerdo de Tejada, en sustitución del general Lázaro Garza Ayala, siendo a su vez sustituido por el doctor José Eleuterio González.
En 1876, Narciso Dávila volvió a ser gobernador interino por designación del general Carlos Fuero. A la caída de Lerdo de Tejada, Dávila entregó el mando al licenciado Canuto García y tuvo que expatriarse a los Estados Unidos, donde permaneció hasta 1884.
A su regreso a Monterrey, fue designado magistrado de circuito hasta el 9 de septiembre de 1886, en que entregó al licenciado Guadalupe Cavazos, por haber sido electo senador de la República. Ocupando este cargo, el gobernador interino de Nuevo León, Carlos Berardi le comisionó para hacer entrega de las estatuas del padre Mier y del general Zuazua, donadas por el estado para ser erigidas en el Paseo de la Reforma de la Ciudad de México, asistiendo a las mismas el 15 de septiembre de 1894.
Narciso Dávila murió en Monterrey el 29 de diciembre de 1895. En sus funerales pronunciaron discursos el licenciado Vicente Garza Cantú, representando al Colegio de Abogados, y el licenciado Enrique Gorostieta González, a la Academia de Jurisprudencia. Al ser clausurado el Panteón Municipal donde estaba su sepulcro, sus restos fueron trasladados a la Rotonda de Hombres Distinguidos de Nuevo León, en el nuevo Panteón Municipal.